# Veselčani
Veselčani (makedonska: Веселчани) är en ort i Nordmakedonien. Den ligger i kommunen Prilep, i den centrala delen av landet, 80 kilometer söder om huvudstaden Skopje. Veselčani ligger 612 meter över havet och antalet invånare är 273.